# Вільям Горгас
Вільям Кроуфорд Горгас (англ. William Crawford Gorgas, часто зі скороченням другого імені William C. Gorgas; 3 жовтня 1854, Толмінвілль, Алабама, США — 3 липня 1920, Лондон) — армійський лікар Сполучених Штатів Америки і 22-й генеральний хірург армії США (1914—1918). Відомий своєю діяльністю у Флориді, Гавані та на Панамському каналі в боротьбі з передачею жовтої гарячки та малярії шляхом контролю популяції комарів, які переносять ці захворювання. У той час його стратегія була зустрінута зі значним скептицизмом і протистоянням таким протиепідемічним заходам.

## Біографія
Горгас був первістком Джозаї Горгаса і Амелії Гейл Горгас. Дідом Вільяма був сьомий губернатор штату Алабама Джон Гейл. Після навчання в Університеті Півдня та Медичному коледжі Беллев'ю Горгас став лікарем, у червні 1880 року призначений у медичний корпус армії США. Його призначено на посади в три міста: Форт Кларк, Форт Дункан і Форт Браун у Техасі. Тоді ж у Форті Брауні Горгас, який служив там упродовж 1882—1884 років, перехворів на жовту гарячку. Тоді ж познайомився з Мері Кук Доуті, з якою одружився в 1885 році.
З 1898 по 1902 рік його після закінчення американо-іспанської війни призначено головним санітарним офіцером у Гавані, де він керував санітарними заходами боротьби проти жовтої гарячки і малярії, проводив численні дослідження, часто й експериментальні, з встановлення факту передачі жовтої гарячки до людей комарами. Горгас використав значущу роботу іншого армійського лікаря, майора Вальтера Ріда, який керувався у більшій частині своєї роботи ідеями кубинського лікаря Карлоса Фінлея.

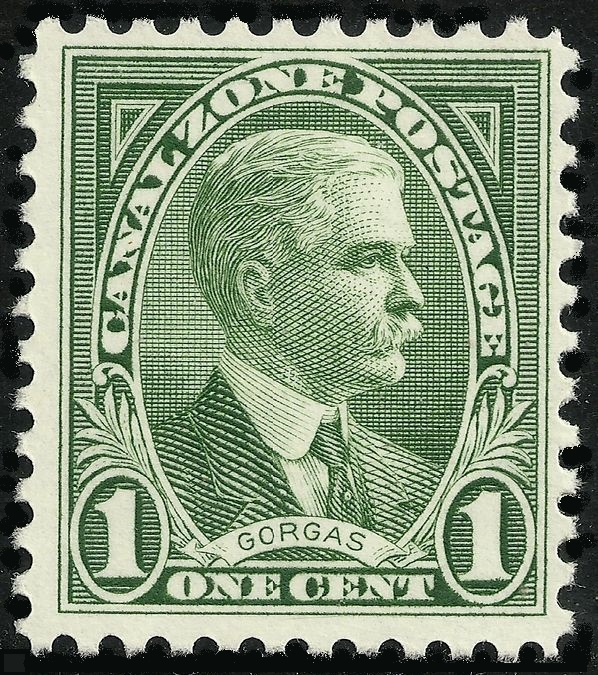
Горгас на поштовій марці, присвяченій побудові Панамського каналу

Ефективно ліквідувавши жовту гарячку на Кубі, він був направлений у 1904 році як головний санітарний офіцер до Панами. Горгас здійснив там далекосяжні санітарні програми, включаючи осушення ставків і боліт, фумігацію, використання москітних сіток та будівництво систем водопостачання. Ці заходи сприяли будівництву Панамського каналу, оскільки вони значною мірою перешкодили захворюваності на жовту гарячку та малярію тисяч працівників, залучених до проєкту будівництва.
У 1909—1910 роках Горгас був президентом Американської медичної асоціації. У 1914 році був призначений генеральним хірургом армії США, де реформував медичну службу під час Першої світової війни. Почавши роботу невідомим прикордонним хірургом, Горгас став відомим на міжнародному рівні як визначний діяч профілактичної медицини. 1914 року Горгас і Джордж Вашингтон Геталс отримали першу Public Welfare Medal Національної академії наук США з формулюванням «За їхні значні успіхи у зв'язку з будівництвом Панамського каналу».
Горгас пішов у відставку з армії в 1918 році, досягнувши обов'язкового пенсійного віку 64 роки. Він отримав почесний титул лицаря-командора ордена Святих Михайла та Георгія від короля Георга V у військовому госпіталі королеви Олександри у Сполученому Королівстві незадовго до смерті 3 липня 1920 року. У соборі Святого Павла йому було надано особливе місце поховання.
По його смерті тривала робота, розпочата ним, через Фонд Рокфеллера у ліквідації жовтої гарячки в Мексиці та Центральній Америці була остаточно здійснена бригадним генералом Теодором С. Лістером.

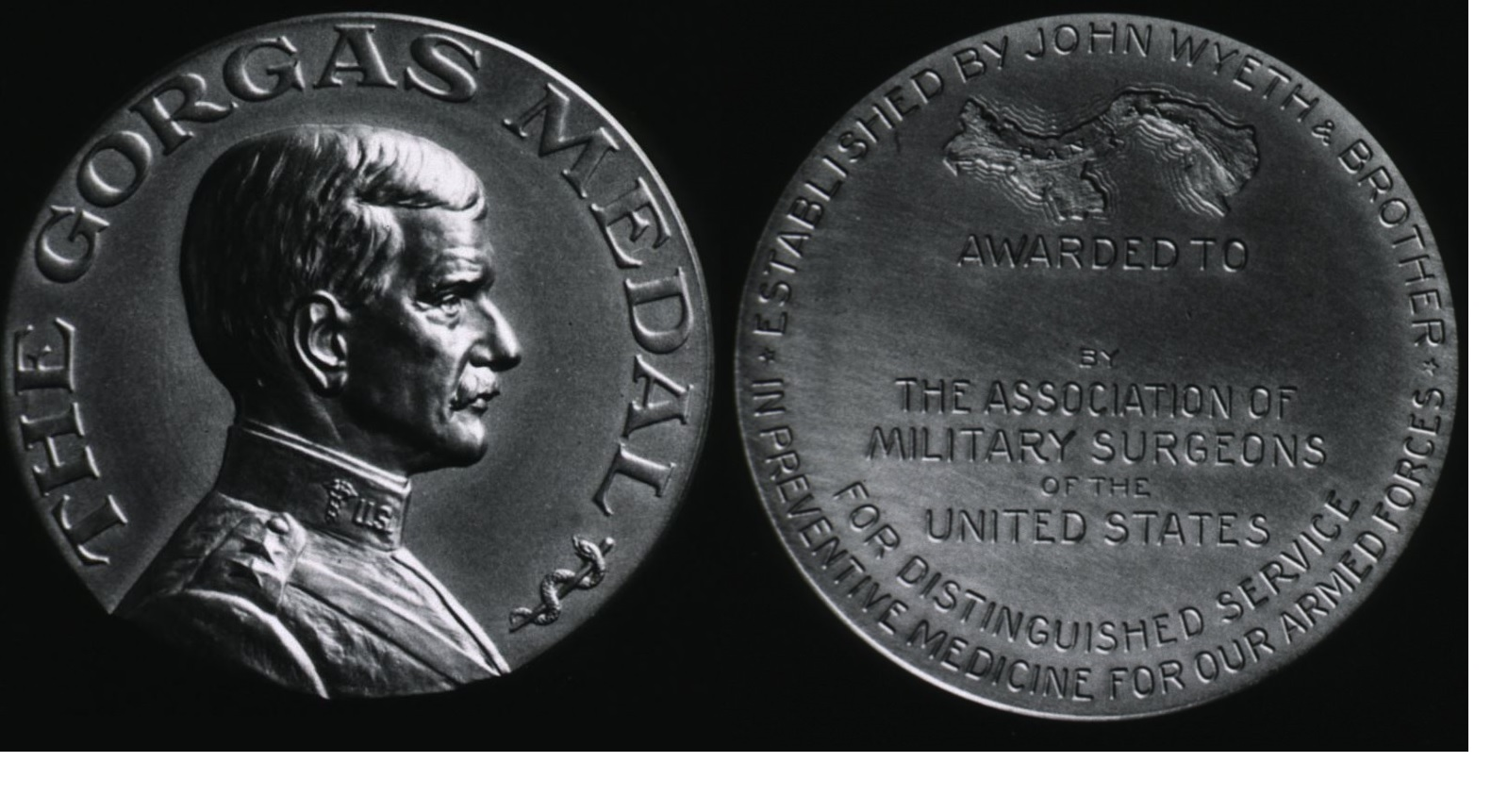
Медаль Горгаса як частка наукової премії його імені

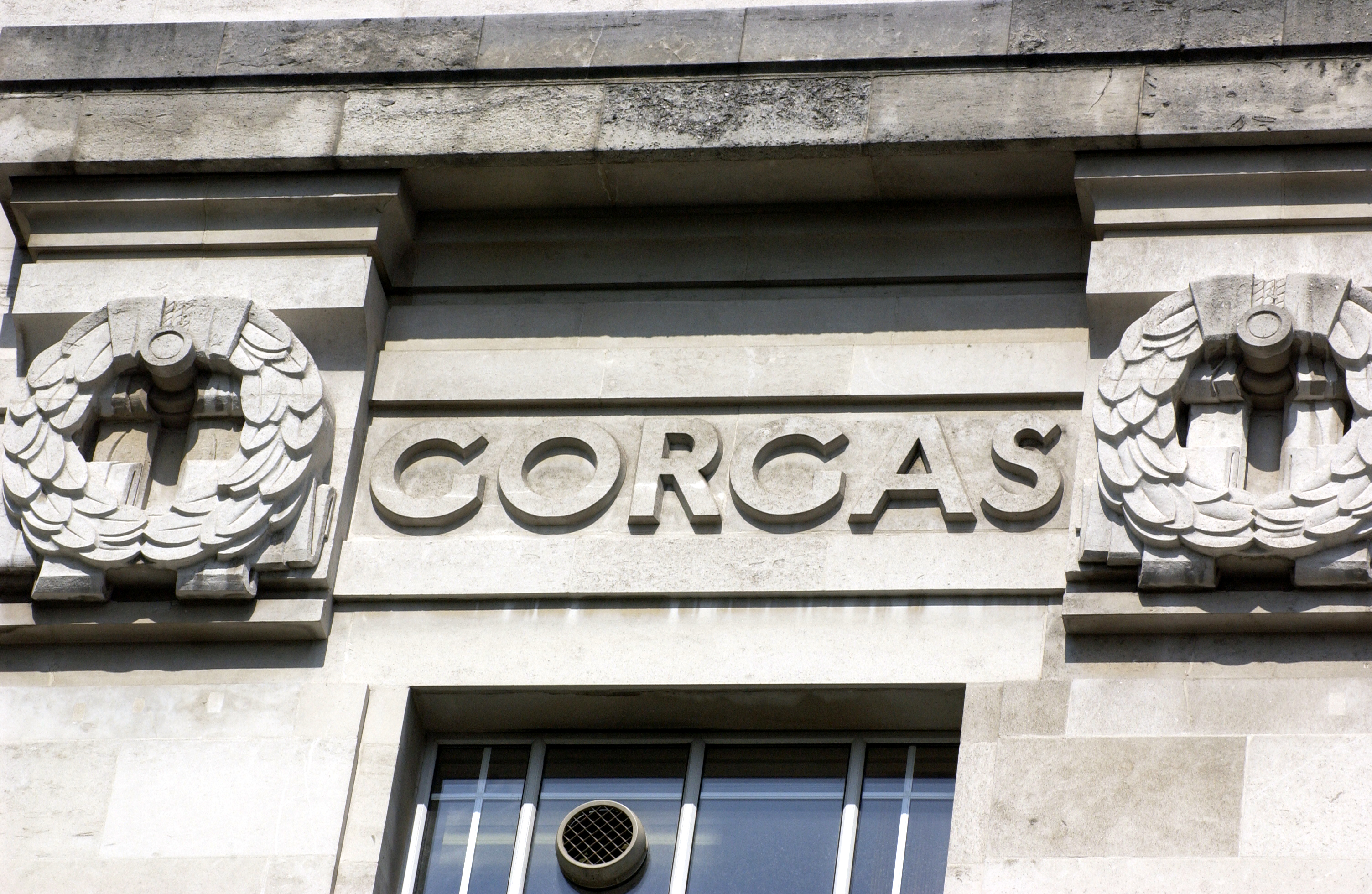
Прізвище Горгаса на фризі Лондонської школи гігієни та тропічної медицини.

## Пам'ять
- У 1942 році лабораторія Вайета у Філадельфії (Пенсільванія) започаткувала нагородження науковців, які зробили значний внесок у превентивну медицину, науковою премією Горгаса, що включала срібну медаль з його профілем, грамоту та грошову винагороду у 500 доларів. У 2010 році Асоціація військових хірургів США реструктуризувала програму нагород, тому премія Горгаса разом з іншими її атрибутами більше не вручалася.
- Меморіальний інститут тропічної та профілактичної медицини в Панамі, заснований в 1921 році, названо на честь Горгаса. З втратою фінансування Конгресу в 1990 році був закритий і переведений до університету Алабами в 1992 році. Продовжує традиції досліджень і навчання тропічної медицині.
- Госпіталь Горгаса був медичним закладом американської армії в Панамі, названо на честь доктора в 1928 році. Тепер він підпорядкований Міністерству охорони здоров'я Панами.
- У 1947 році в Техаському Південному коледжі засновано Науковий фонд Горгаса. Фонд підтримує науково-дослідні проєкти охорони здоров'я та екології в усьому світі. У коледжі є зала Горгаса.
- 1951 року введений до Алабамської зали слави.
- Бібліотека матері Горгаса та останній дім його батьків, розташовані на території Алабамського університету, названі на честь сім'ї.
- Алабамська енергетична компанія перейменувала свій завод на честь Горгаса в 1920-х роках. До того упродовж десятиріччя він давав свідчення від імені комунального підприємства на судових процесах щодо хвороб, що передаються комарами, в районі гідроелектростанції Lay Dam. Вугільна парова установка була закрита у квітні 2019 року.
- Німецький комерційний пасажирсько-вантажний корабель SS Prinz Sigismund, після захоплення США під час Першої світової війни, мав надалі тривалу американську кар'єру під іменем General WC Gorgas (названий на честь Горгаса). Він належав Панамській перевізній компанії і використовувався для комерційної служби упродовж 1917—1919 років і з 1919 по 1941 рік. У 1919 році на короткий час корабель був приписаний до військово-морського флоту США як US General Gorgas, також під час Другої світової війни з 1941 по 1945 рік він ходив як армійський транспорт USAT General WC Gorgas.
- Рисовий щур (Oryzomys gorgasi[en]) — південноамериканський гризун, названий на честь Горгаса в 1971 році.
- Латинський університет Панами назвав свій факультет наук про здоров'я на честь Горгаса.
- У Пресидіо (Сан-Франциско, штат Каліфорнія) є проспект Горгаса.
- У 1984 році «Клініку генерал-майора Вільяма К. Горгаса» відкрито у Департаменті охорони здоров'я Мобільного округу, розташованого у 251 North Bayou Street, Mobile, AL.
- Документи Горгаса знаходяться в Національній медичній бібліотеці в Бетесді, штат Меріленд.
- Є дорога Горгаса на Форт Майєр[en], Вірджинія.

## Нагороди
- Медаль «За видатні заслуги» армії США[5]
- Медаль іспанської кампанії[en]
- Армійська кубинська окупаційна медаль[en]
- Медаль Перемоги у Першій світовій війні
- Public Welfare Medal